# Bété
Bété, även Magwe, Tsien, Bokya och Kpwe är en etno-lingvistisk folkgrupp. med rötter i staden Gagnoa med omnejd i Elfenbenskusten. Det finns omkring 900 000 bété, som talar språket med samma namn.
I Elfenbenskusten bor de cirka 600 000 personerna i folkgruppen i sydvästra delen av landet. De är ett jordbrukande folk med patrilinjär härstamning. Förutom odling för självförsörjning odlar de också kontantgrödor som kakaobönor och kaffebönor.

## Religion
Den traditionella religionen är blandning av animism och förfädersdyrkan, och den traditionella religionen har fortfarande starkt stöd inom folkgruppen. Skaparen är guden  Lago, men de ber inte eller dyrkar honom. De söker istället hjälp från andar med övernaturlig kraft, så som förfädernas andar eller andar boende i exempelvis träd, floder och klippor. 
Bété har många seder och tabun, exempelvis offras ägg, höns och kor. Syftet är att upprätthålla och vårda relationer med förfäderna. Sederna inkluderar ritualer med maskuppträdanden och musik, framförallt unga män får lära sig dessa konster. Till dessa ritualer gjorde beteskärare en speciell typ av ansiktsmask, gre eller nyabwa, som har "överdrivna, grimaserande förvrängda drag – en stor utstående mun, ansiktsutbuktningar, utbuktande panna, långsträckt näsa, med näsborrar som ibland sträcker sig till varje sida av ansiktet, och klotformade eller utbuktande slitsögon placerade under en högkupolformad panna utskuren med en medelstor ås". De användes primärt vid fredsceremonier, sedvanlig rättvisa och för att  förbereda män för krig. De har dock kommit att inkluderas i allt fler olika typer av ceremonier.

## Konst
Förutom de ceremoniella maskerna snidar bété eleganta statyer, stilistiskt influerade av sina grannar Guro. Dessa är oftast stående figurer med åtskilda ben. Överkroppen är långsträckt med fyrkantiga axlar, en långsträckt pelarhals med ett avlångt huvud och spetsig haka. Munnen är inskuren och pannan är högkupolad och slät under en hjälmliknande frisyr.

## Kända personer från bété
Den före detta ivorianske presidenten, Laurent Gbagbo, är bété.